# Đảo Center (Washington)
Đảo Center là một hòn đảo thuộc quần đảo San Juan, quận San Juan, tiểu bang Washington, Hoa Kỳ. Nó nằm ngoài khơi bờ biển phía đông của đảo Lopez. Đảo có tổng diện tích 0,713 km ² (0.275 dặm vuông, hoặc 176,22 ha). Theo cuốc điều tra dân số năm 2000, đảo có 49 người sinh sống.